# Lesotho i olympiska sommarspelen 1992
Lesotho deltog i de olympiska sommarspelen 1992 med en trupp, men ingen av landets deltagare erövrade någon medalj.

## Friidrott
Herrarnas 100 meter
- Bothloko Shebe
  - Heat — 10,94 (→ gick inte vidare)

Herrarnas 5 000 meter
- Tello Namane
  - Heat — 14:33,04 (→ gick inte vidare)

Herrarnas 10 000 meter
- Patrick Rama
  - Heat — 30:21,69 (→ gick inte vidare)

Herrarnas maraton
- Thabiso Moqhali — 2:19,28 (→ 33:e plats)

Damernas 800 meter
- Mantokoane Pitso
  - Heat — 2:29,77 (→ gick inte vidare)